# Glyceria canadensis
Espèce
Classification phylogénétique
La Glycérie du Canada (Glyceria canadensis) est une espèce de plantes herbacées dont la distribution est limitée au nord du Canada.